# Exorhopala ruficeps
Exorhopala ruficeps là một loài thực vật có hoa trong họ Balanophoraceae. Loài này được (Ridl.) Steenis mô tả khoa học đầu tiên năm 1931.